# Maagpijn (novelle)
Maagpijn (1946) is een novelle van de Vlaamse schrijver Louis Paul Boon, die in 1946 in afleveringen verscheen in het tijdschrift Front.
In 1952 werd een sterk vernederlandste bewerking samen met Uitleenbibliotheek gepubliceerd als Twee spoken. In Boons Verzameld werk zijn voor het eerst de oorspronkelijke versies weer herdrukt.